# Lagune van Santo André

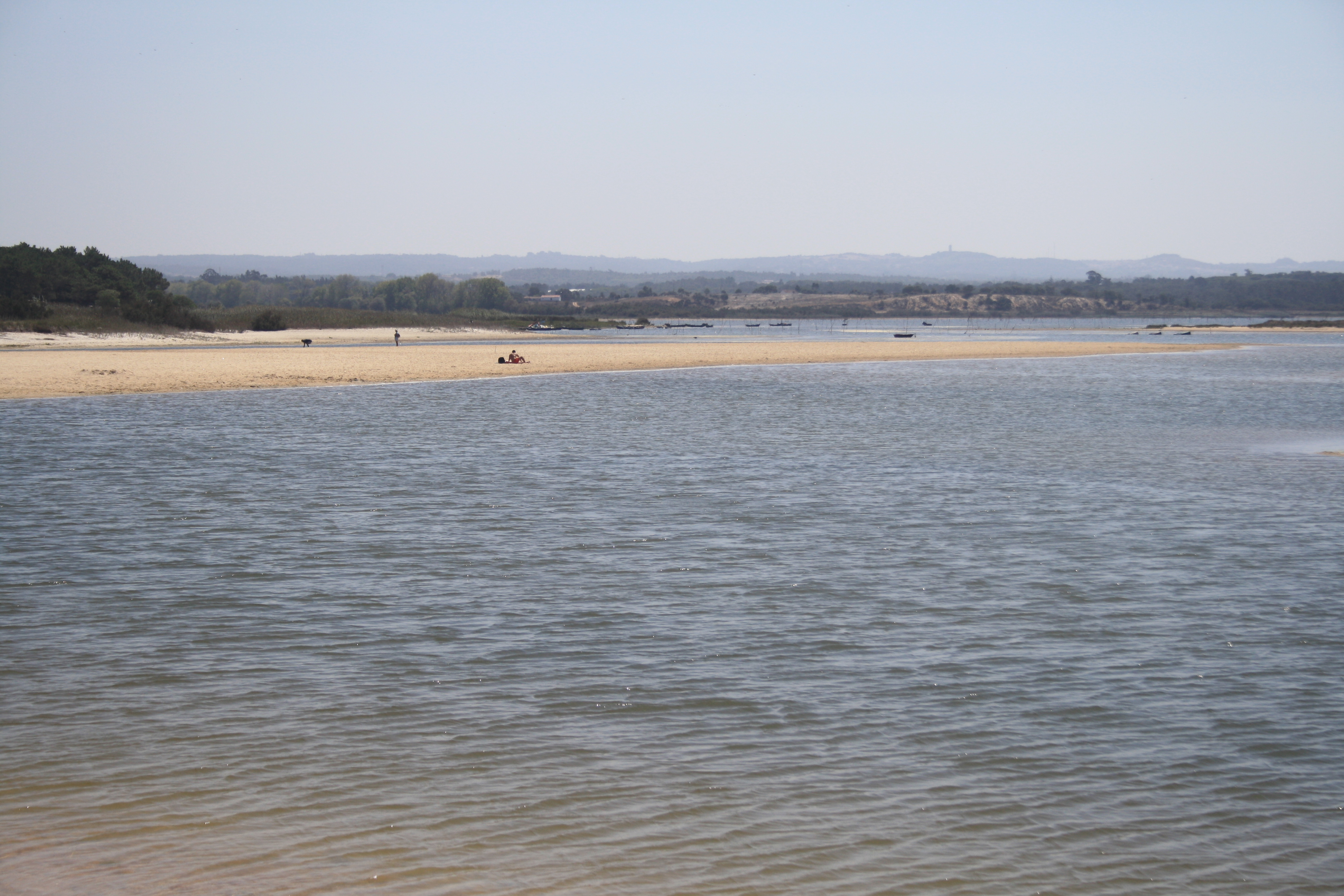
Lagune gezien vanaf de strandwal

De Lagune van Santo André (Reserva Natural das Lagoas de Santo André e da Sancha) is een natuurgebied aan de westkust van Portugal, tussen de plaatsen Setúbal en Sines. 
Het gebied bestaat voor 3000 hectare uit droog gebied en voor 2000 hectare uit water en moerasland. Het water van de lagune is van de Atlantische Oceaan gescheiden door een ongeveer 300 meter breed strand. Het reservaat is een broed- en overwinterplaats van veel vogelsoorten. Vanuit de heuvels landinwaarts monden enkele beekjes uit in de lagune. In de winter wordt een opening in de strandwal gegraven, zodat vanuit de oceaan al het water wordt ververst.

## Flora

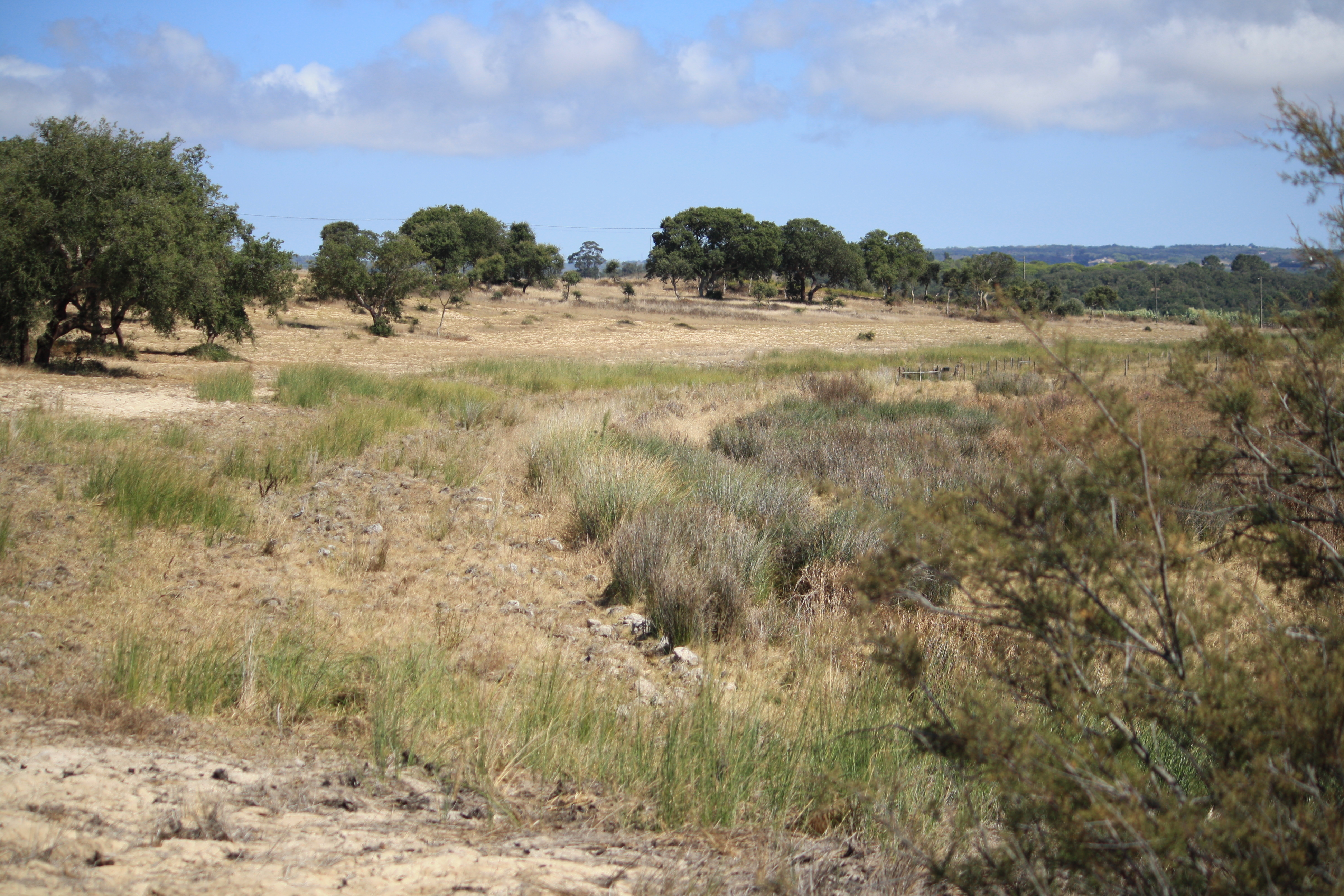
Vegetatie in droge binnenduinen

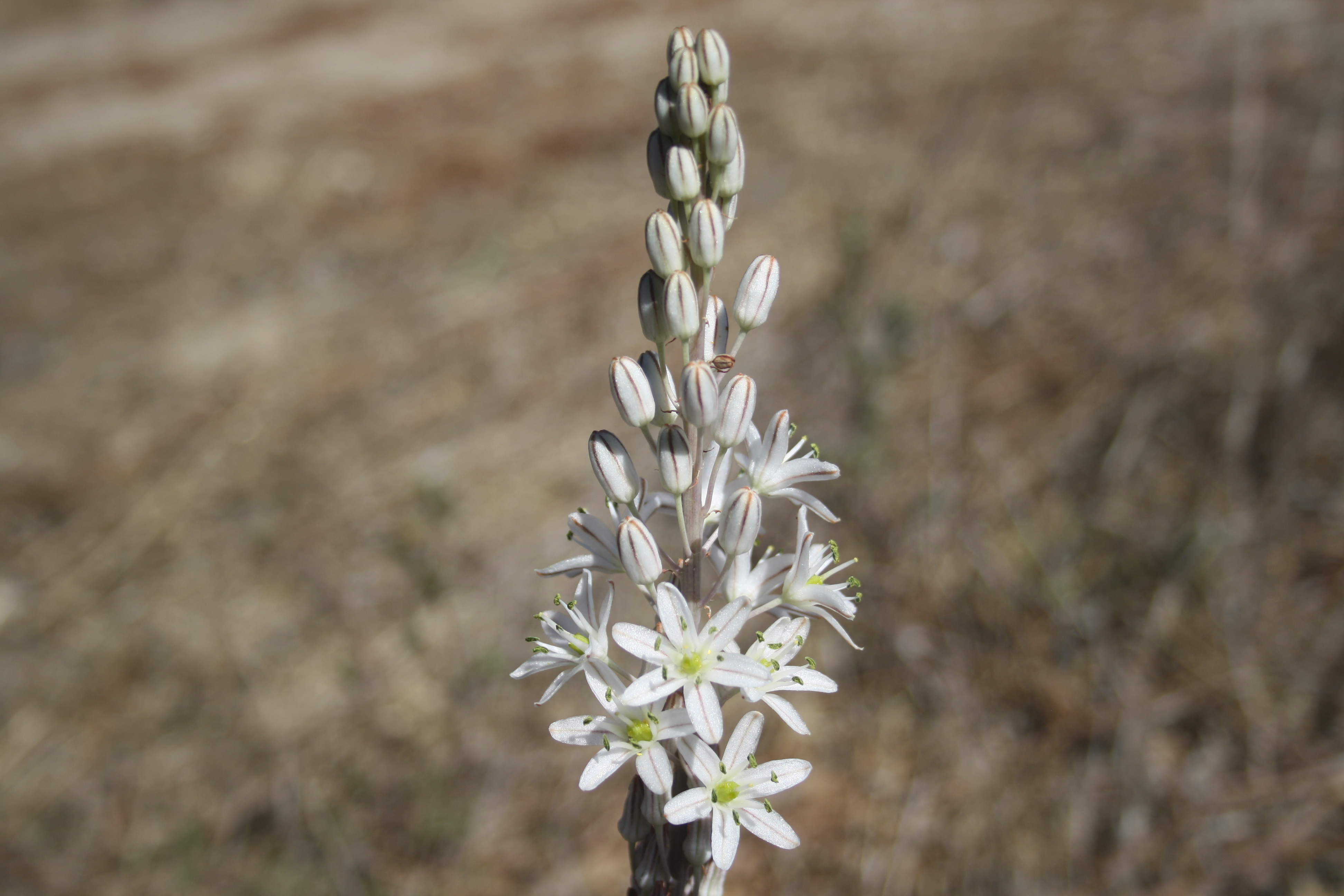
Bloem op schrale grond

In de oude duinen verder van de kust af groeien de parasolden, zeeden, juniperus (phoenicea) en kurkeik. Langs de oevers van de lagune en de kleine meertjes groeien riet- en biezensoorten en andere wetland- en brakwatervegetatie zoals galigaan. Dichter bij de kust groeit de carpobrotus edulis, een uit Zuid-Afrika afkomstige vetplant. Een klein gedeelte van het reservaat is in gebruik als weiland voor koeien, schapen en hooiwinning.

## Fauna

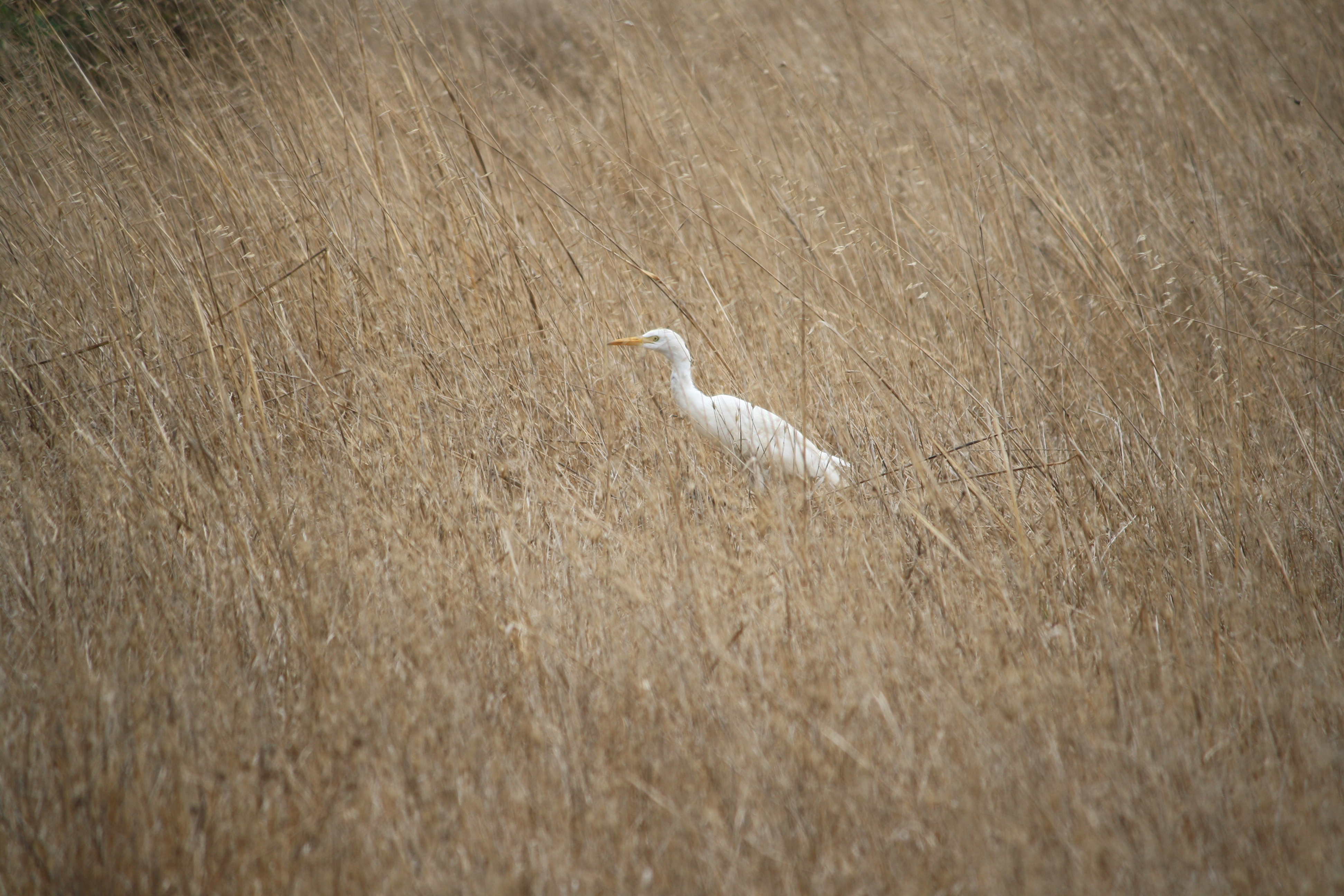
Kleine zilverreiger

Het gebied kent een rijk vogelleven: de kleine zilverreiger, lepelaar, bruine kiekendief, soms flamingo's, diverse soorten eenden en steltlopers. Insectenetende soorten als karekiet, boerenzwaluw en bijeneter voelen zich thuis in deze biotoop. Behalve standvogels heeft het reservaat overwinteraars en is het een belangrijke rustplaats voor doortrekkers. Reptielen en amfibieën zijn goed vertegenwoordigd. Grotere zoogdieren ontbreken, alleen de otter komt voor.

## Economie

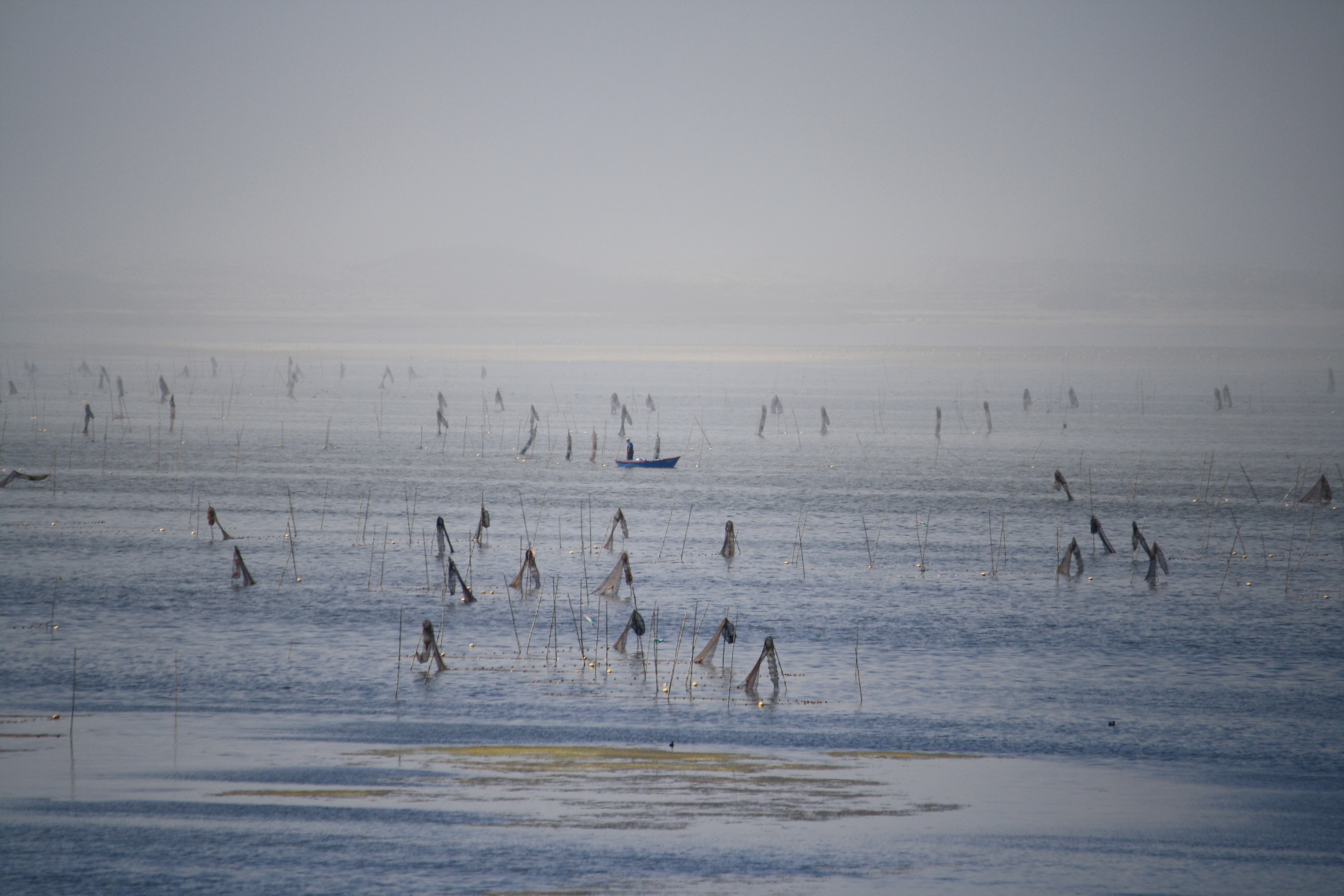
Visserij

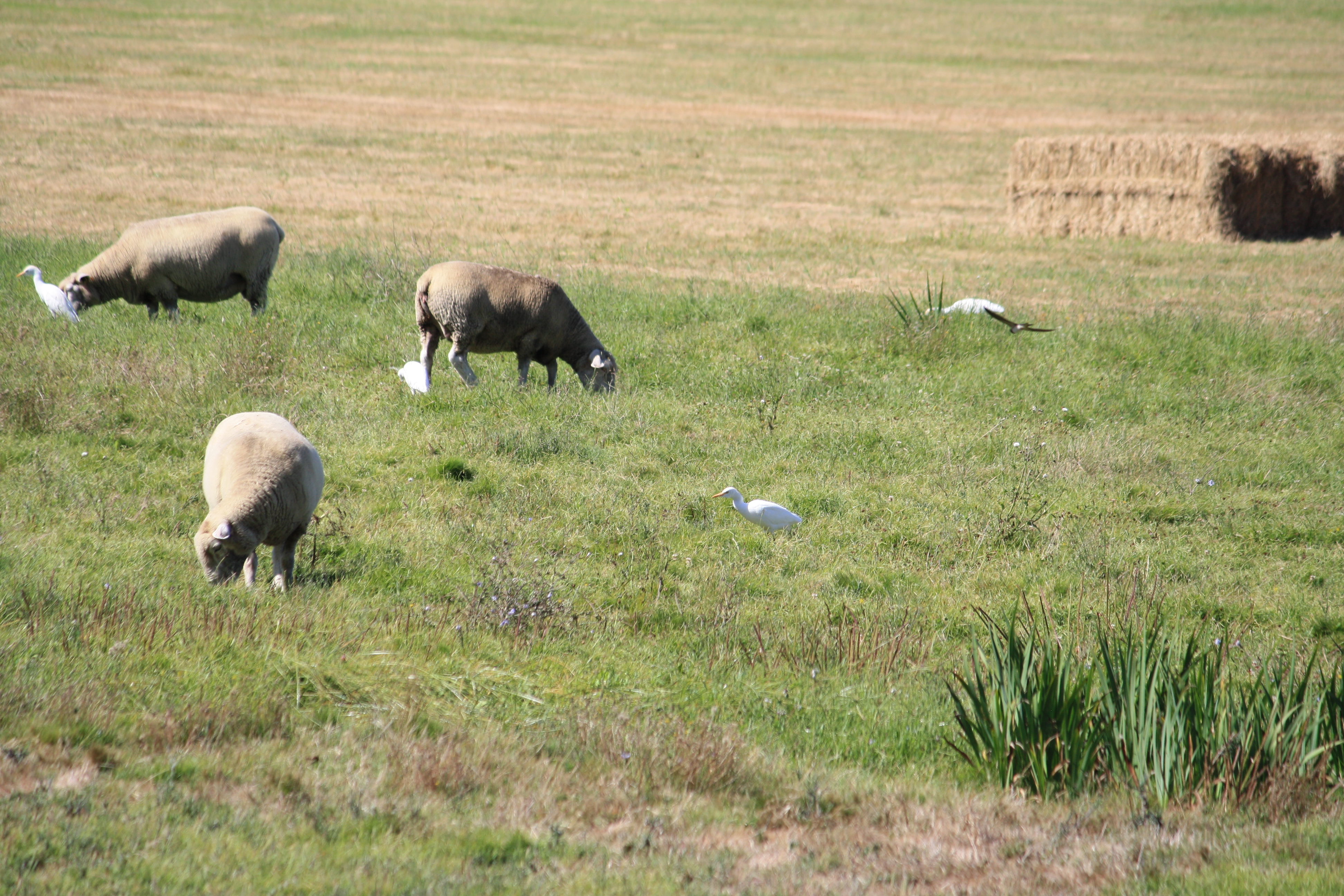
Schapen vergezeld door kleine zilverreiger, zwaluw

Aan de noordwestkant van het reservaat, bij het dorp Santo André, is een camping. Het westelijk deel van de lagune is vanaf het strand bereikbaar en wordt in de zomer door badgasten (kinderen) gebruikt, het is veilig en ondiep. In het reservaat zijn enkele weilanden waar plaatselijke boeren koeien en schapen laten grazen. In de lagune wordt met roeiboten, fuiken en netten gevist op paling en harders. Een tragische gebeurtenis vond plaats in januari 1963 toen wegens storm op de oceaan een monstergolf de lagune binnendrong en de daar aanwezige vissers totaal verraste, 17 van hen verdronken.

## Afbeeldingen

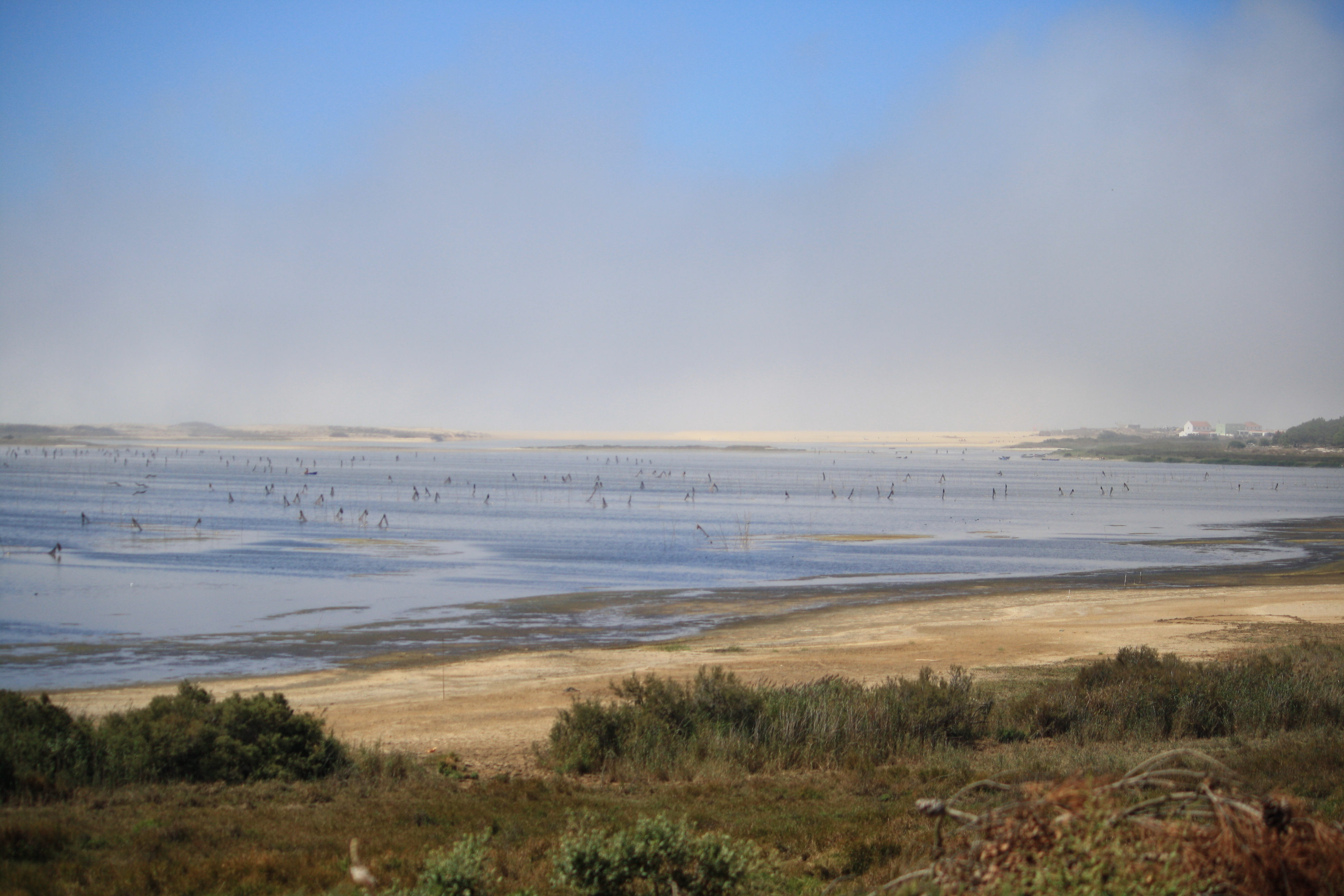
Zicht op lagune richting strand
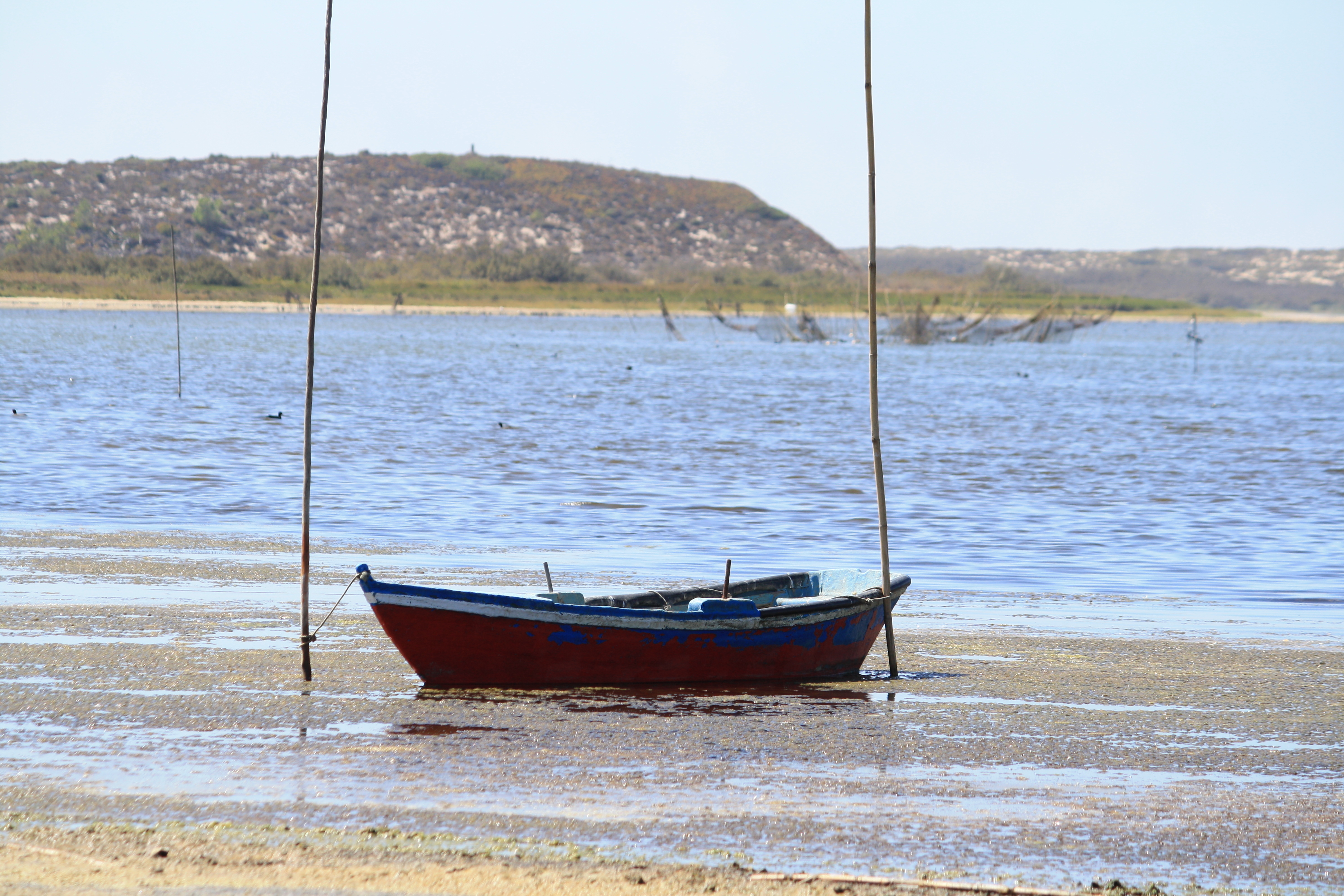
Vissersbootje
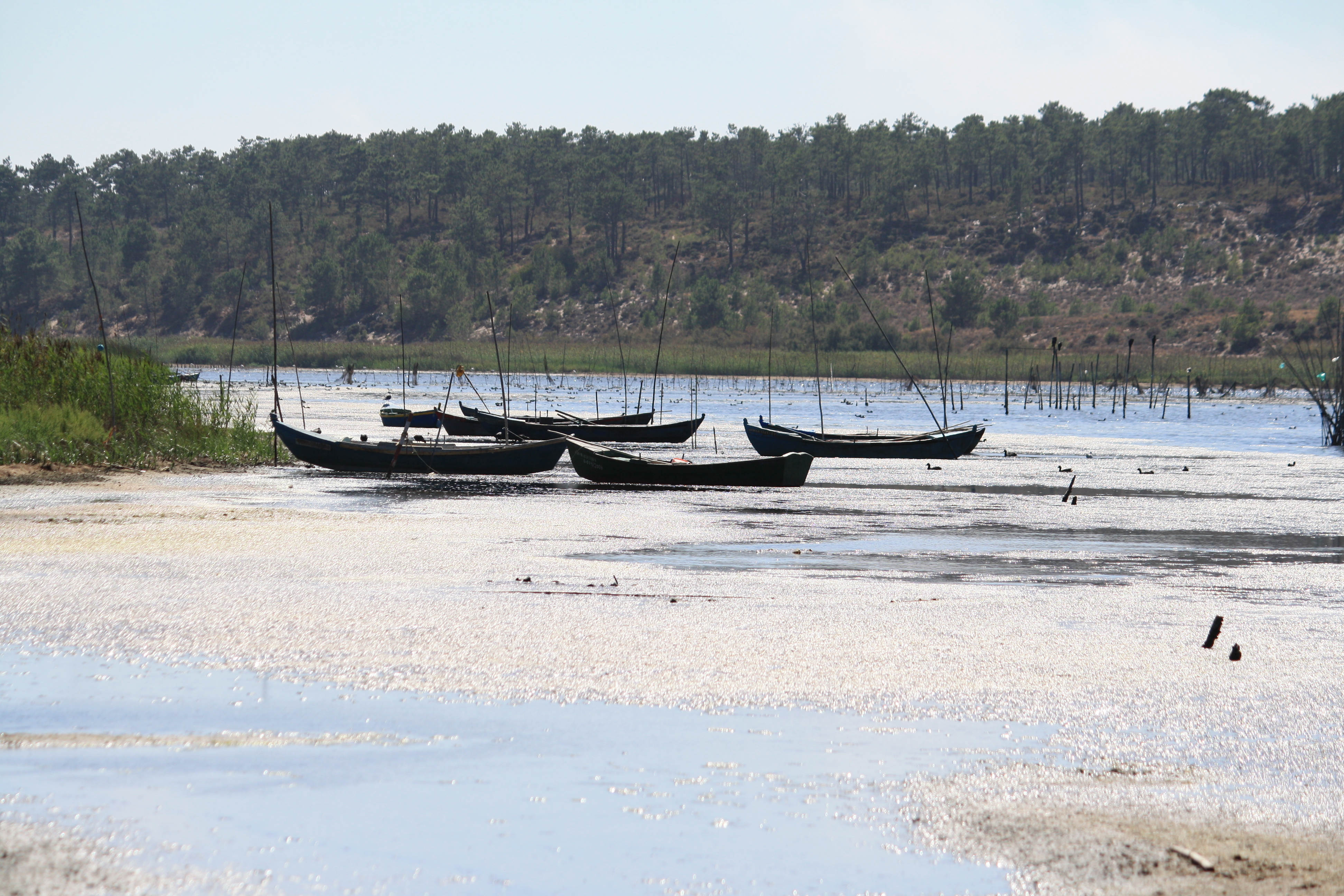
Boten, fuiken en netten in het water
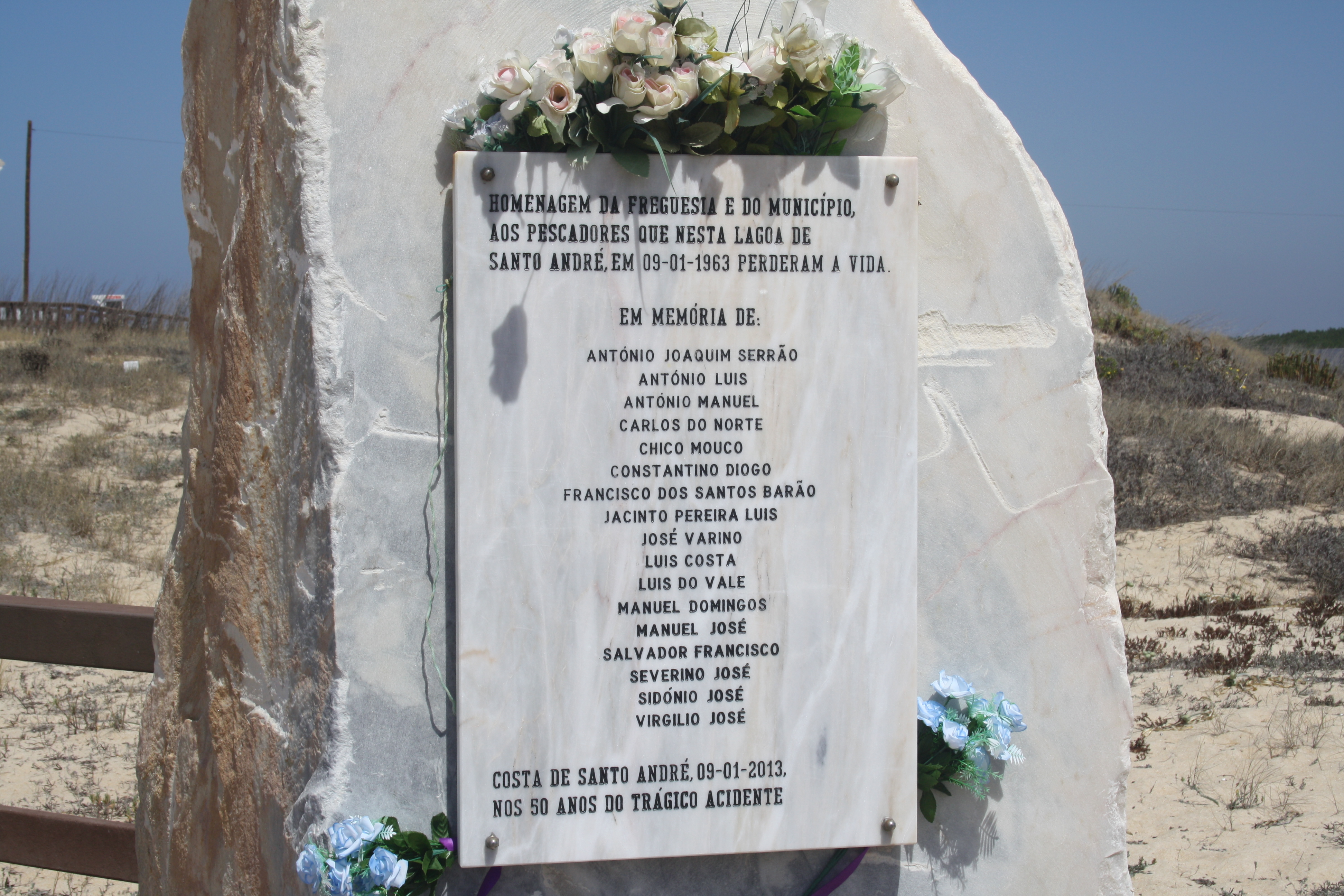
Monument omgekomen vissers
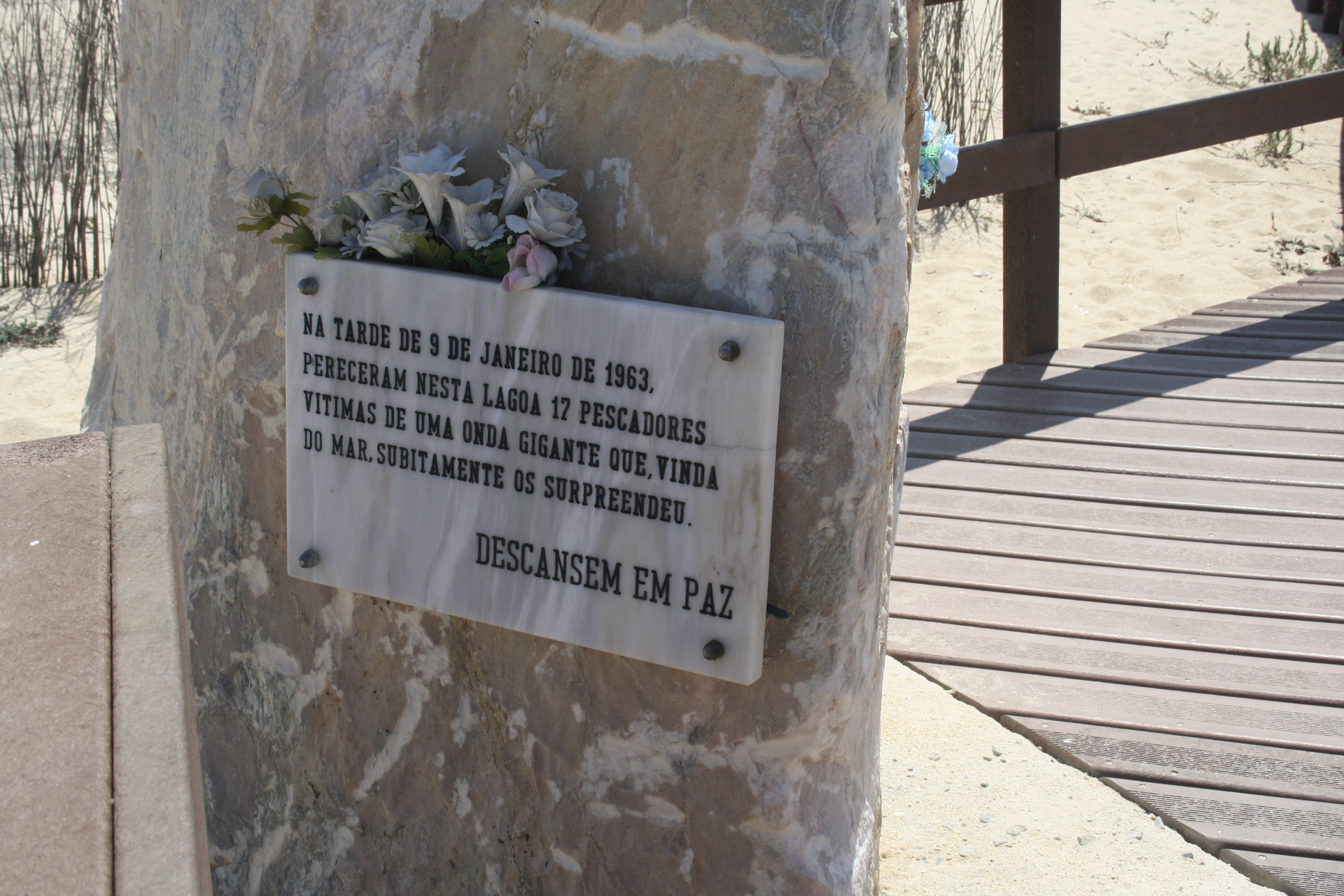
...17 vissers slachtoffer van gigantische golf...